# Oscar Gerardo Fernández Guillén
Oscar Gerardo Fernández Guillén (* 22. Dezember 1949 in San Rafael de Oreamuno) ist ein costa-ricanischer Geistlicher und römisch-katholischer Bischof von Puntarenas.

## Leben
Oscar Gerardo Fernández Guillén empfing am 8. Juli 1977 das Sakrament der Priesterweihe für das Erzbistum San José de Costa Rica.
Am 4. Juni 2003 ernannte ihn Papst Johannes Paul II. zum Bischof von Puntarenas. Der Erzbischof von San José de Costa Rica, Hugo Barrantes Ureña, spendete ihm am 25. Juli desselben Jahres die Bischofsweihe; Mitkonsekratoren waren der emeritierte Erzbischof von San José de Costa Rica, Román Arrieta Villalobos, und der Bischof von Limón, José Francisco Ulloa Rojas.
2011 wurde Bischof Fernández Guillén zum Vorsitzenden der Bischofskonferenz von Costa Rica (Conferencia Episcopal de Costa Rica) gewählt. 2014 wurde er für die Amtszeit bis 2017 wiedergewählt.